# آلنا شردووا
آلِنا شِرِدووا (چکی: Alena Šeredová؛ زادهٔ ۲۱ مارس ۱۹۷۸) مدل و بازیگر اهل جمهوری چک است.
از فیلم‌ها یا مجموعه‌های تلویزیونی که وی در آن‌ها نقش داشته است، می‌توان به برداشت نخست خوب، کریسمس عشق و تابستانی کنار دریا اشاره نمود.
این مدل اهل جمهوری چک دو پسر به نام‌های لوئیس توماس و دیوید لی از همسر سابق خود، جان لوئیجی بوفون  و یک دختر از شریک فعلی زندگی‌اش آلساندرو ناسی دارد که در سال ۲۰۲۰ متولد شد.

## زندگینامه
آلنا در منطقه وینوهرادی پراگ رشد کرد در نوجوانی به بخشی از دنیای مد تبدیل شد، به طوری که در پانزده سالگی مقابل دوربین یادران شِـتلیک، یکی از مشهورترین عکاسان کشورش قرار گرفت. پس از آن راهی یونان شد و در نهایت در هفده سالگی به میلان نقل مکان کرد.